# Palimbia rediviva
Palimbia rediviva är en växtart i släktet Palimbia och familjen flockblommiga växter. Den fick sitt nu gällande namn av Albert Thellung 1926.
Arten är en perenn ört och förekommer i Östeuropa och Centralasien, från Rumänien till västra Sibirien.